# 莱德拉达
莱德拉达，是西班牙卡斯蒂利亚-莱昂萨拉曼卡省的一个市镇。 总面积17平方公里，总人口574人（2001年），人口密度34人/平方公里。